# Kornelia Fiedkiewicz
Kornelia Fiedkiewicz (Legnica, 5 de agosto de 2001) es una deportista polaca que compite en natación (estilo libre) y salvamento acuático.
Ganó una medalla de bronce en el Campeonato Mundial de Natación en Piscina Corta de 2024, tres medallas en el Campeonato Europeo de Natación de 2024 y dos medallas en el Campeonato Europeo de Natación en Piscina Corta, en los años 2019 y 2021.
Además, en salvamento acuático consiguió una medalla de oro en los Juegos Mundiales de 2022.

## Palmarés internacional
| Campeonato Mundial en Piscina Corta | Campeonato Mundial en Piscina Corta | Campeonato Mundial en Piscina Corta | Campeonato Mundial en Piscina Corta |
| Año                                 | Lugar                               | Medalla                             | Prueba                              |
| ----------------------------------- | ----------------------------------- | ----------------------------------- | ----------------------------------- |
| 2024                                | Budapest (Hungría)                  | Medalla de bronce                   | 4 × 50 m libre mixto                |
| Campeonato Europeo                  |                                     |                                     |                                     |
| Año                                 | Lugar                               | Medalla                             | Prueba                              |
| 2024                                | Belgrado (Serbia)                   | Medalla de oro                      | 4 × 100 m estilos                   |
| 2024                                | Belgrado (Serbia)                   | Medalla de plata                    | 4 × 100 m libre mixto               |
| 2024                                | Belgrado (Serbia)                   | Medalla de bronce                   | 4 × 100 m libre                     |
| Campeonato Europeo en Piscina Corta |                                     |                                     |                                     |
| Año                                 | Lugar                               | Medalla                             | Prueba                              |
| 2019                                | Glasgow (Reino Unido)               | Medalla de oro                      | 4 × 50 m estilos                    |
| 2021                                | Kazán (Rusia)                       | Medalla de bronce                   | 4 × 50 m libre                      |